# Signes dels temps
Signes dels temps és un programa de televisió estrenat el 1986 i emès alternativament pel canal 33 o TV3. Va ser estrenat el 1986 amb el periodista Fèlix Benito de presentador i un format de magazín d'actualitat sobre religió.
El 2015 portava 1.200 programes emesos i el programa s'emetia cada diumenge a les 10 del matí. El 2019 va celebrar els seus 1.300 programes emesos. El 2020 el programa s'emet cada diumenge a les 10 del matí per TV3. El programa va iniciar una nova etapa el 8 de març del 2020 amb la presentació per part de la periodista Montserrat Esteve.

## Història

### Primera etapa
Es va estrenar a Televisió de Catalunya l'any 1986, gràcies a un acord entre la Corporació Catalana de Ràdio i Televisió (CCRTV) i la Conferència Episcopal Tarraconense. Des de llavors s'ha mantingut 30 anys en antena de manera continuada i s'ha convertit en un dels programes més veterans de la cadena, amb 1.300 programes emesos. El títol 'Signes dels temps' prové d'una expressió que va popularitzar el Concili Vaticà II i es refereix a la necessitat de l'Església d'estar atenta als canvis i evolucions de la humanitat. I precisament això és el que sempre ha volgut fer el programa: estar atent als signes que hi ha en el món, especialment, en l'àmbit de les religions, l'espiritualitat, la solidaritat i els drets humans. El 7 de juny del 2006 va esdevenir una data històrica, perquè, en el decurs de l'audiència general a la plaça de Sant Pere del Vaticà, el papa Benet XVI va felicitar en català l'equip del programa pels 20 anys d'emissió.
En aquests 30 anys han passat pel plató de 'Signes dels temps' més de 3.700 convidats. Hi han deixat petjada personatges catalans com Narcís Jubany, Cassià M. Just, Cristina Kaufmann, Raimon Panikkar, Ireneu Segarra, Antoni Deig, Ramon Torrella, Rosa Deulofeu, Josep M. Ballarín, Miquel Batllori, Genoveva Masip, Vicenç Ferrer, Jordi Llimona, Joan Carrera, Teresa Losada. I personalitats internacionals com Helder Camara, Chiara Lubich, Anselm Grün, Jacques Gaillot, Roger Schutz, ndrea Riccardi, Angélique Namaika, John Patrick Foley, Enzo Bianchi, Santiago Agrelo, Victor Ochen.
En tot aquest temps, 'Signes dels temps' ha viscut i ha informat de grans esdeveniments eclesials, religiosos i socials. Durant 30 anys, centenars de professionals de Televisió de Catalunya i desenes de col·laboradors externs han fet possible que, setmana rere setmana, 'Signes dels temps' arribi a les pantalles. Al llarg de la seva història, el programa ha tingut set directors (Fèlix Benito, Francesc Romero, Xavier Martín, Josep M. Pont, Ramon Safont-Tria, Oriol Llop i Francesc Rosaura) i nou presentadors (Fèlix Benito, Ester Romero, Francesc Romero, Xavier Martín, Josep M. Pont, Teresa Pou, Montserrat Esteve, Ramon Safont-Tria i Francesc Rosaura).

### Segona etapa
El 2020 va estrenar nou format, amb un estil que combina entrevistes curtes i reportatges, dirigit i presentat per la periodista Montserrat Esteve, amb Agustí Vila a la realització, Imma Segarra a la producció i Eulàlia Tort al guió. Un espai obert i proper sobre l'actualitat de l'Església, amb protagonistes d'aquí i d'arreu del món que treballen per defensar els drets humans, la cultura de la pau i la no violència, l'espiritualitat i la sostenibilitat del planeta.
El programa posarà en valor el sentit de la vida religiosa en una societat cada cop més secularitzada, i obrirà una finestra a l'ecumenisme i al diàleg interreligiós. També es farà ressò de la feina, encara poc visible, que fan les dones a l'Església Catòlica, i de quins són els seus anhels i reivindicacions. I s'interessarà per la pastoral del papa Francesc, que vol una església pobre i pels pobres, reclama una ecologia integral per salvar el planeta i per la reforma històrica que ha fet eliminant el secret pontifici en els casos d'abusos sexuals.